# Stephen Walt
Stephen Martin Walt (nacido el 2 de julio de 1955) es un profesor de asuntos internacionales de la Escuela de Gobierno John F. Kennedy de la universidad de Harvard. En 1983 el Ph.D. en ciencia política de la universidad de California. El Dr. Walt desarrolló la teoría del 'Balance de amenazas' (Balance of Threat), que define las amenazas en términos de energía, proximidad geográfica, poder ofensivo e intenciones agresivas. Más recientemente Walt ha atraído considerable atención del público por coescribir y publicar un artículo, que fue publicado posteriormente en un libro, El lobby israelí, un best-seller de New York Times.

## Premios
- 1988 -- Edgar S. Furniss National Security Book Award por The Origins of Alliances.

## Carrera académica
(Curriculum de Walt)
- 2002-2006 -- Decano de la Escuela de Gobierno John F. Kennedy, Universidad de Harvard
- 1999-presente -- Profesor Belfer de Asuntos Internacionales, Escuela de Gobierno John F. Kennedy, Universidad Harvard.
- Enero de 2000 -- Profesor visitante de estudios estratégicos, Institute for Defense and Security Studies, Nanyang Technological University, Singapur.
- 1996 - 1999 -- Universidad de Chicago, decano de ciencias sociales.
- 1995 - 1999 -- Universidad de Chicago, profesor.
- 1992 - 2001 -- Bulletin of the Atomic Scientists, junta directiva.
- 1989 - 1995 -- Universidad de Chicago, profesor asociado.
- 1988 -- El Brookings Institution, invitado.
- 1986 - 1987 -- Carnegie Endowment for International Peace, residente asociado.
- 1985 - 1989 -- World Politics, junta de editores.
- 1984 - 1989 -- Universidad de Princeton, Woodrow Wilson School, profesor asistente.
- 1981 - 1984 -- Universidad Harvard, Center for Science and International Affairs, investigador.
- 1978 - 1982 -- Center for Naval Analyses, personal.

## Libros de Stephen Walt
- El lobby israelí (The Israel Lobby and U.S. Foreign Policy) (2007).
- Taming American Power (2005).
- Revolution and War (1996).
- The Origins of Alliances (1987).